# A raketni projekt
A raketni projekt je bio pokušaj nacističke njemačke gradnje raketa u vojne svrhe. Najveća uspješnica tog pokušaja je bila serija A-4 puno poznatija pod imenom V-2.
Verzije ovog projekta su bile:

## A-1
Ova raketa postaje prvo "dijete" Wernhera von Brauna nakon prelaženja iz civilnog u vojni projekt. A-1 je napravljen 1933. godine s dužinom od 1.4 metra i težinom 140 kilograma. Kako je pri testnom lansiranju došlo do eksplozije cijela ova varijanta raketnog projekta se napušta i prelazi na A-2.

## A-2
Ova raketa je bila dizajnirana 1934. godine. S visinom od 1.6 metara i težinom od 107 kilograma ona postiže uspjeh pri testiranju tako da ju se predstavlja vojnim dužnosnicima na poligonu u prosincu iste godine. Osnovna razlika između nje i prethodnika osim težine je bilo uvođenje žiroskopa radi stabilizacije u letu. Pri testiranju dva prototipa uspijevaju dostići visinu od 2.4 kilometra

## A-3
Gotovo odmah po uspješnoj demonstraciji prethodnika počelo se raditi na A-3. Prvi još nedovršeni primjerci su prezentirani vojnim dužnosnicima 1936. godine iako će cijeli projekt biti užasno usporen neuspjesima pri kontroli putanje. Prvo lansiranje rakete se dogodilo tek 4. prosinca 1937. godine nakon čega će ubrzo uslijediti i posljednje 7 dana potom. Sama raketa je ispala neuspjeh zbog lošeg danas bismo rekli automatskog pilota koji ju nije znao kontrolirati tako da je odmah pri polijetanju eksplodirala. Iako su velika većina lansiranja završila neuspješno zbog raznih razloga (pri jednom se otvorio padobran) ona je poslužila svojoj originalnoj svrsi testiranja dijelova za završni vojni projekt raketu A-4. Maksimalna visina koju je ova raketa visoka 6.7 metara i teška 750 kilograma uspjela dostići iznosila je 17 kilometara.

## A-4
Podatke o A-4 projektu možete naći u tekstu V-2.

## A-5
Ova raketa je isto kao i ona A-3 bila projektirana samo radi pomoći pri proizvodnji i dizajniranju projekta A-4. Njen osnovni zadatak je bilo testiranja automatskog pilota što je uspješno izvedeno u listopada 1939. godine. Dužina rakete je bila 5.8 metara, a težina pri polijetanju 900 kilograma.

## A-6
Tijekom Drugog Svjetskog rata Wernher von Braun je predložio izgradnju ove rakete koja je trebala imati pogon na kerozin namjesto tekućeg kisika. Zahvaljujući takvom novom pogonu ona je trebala s dužinom od 15.75 metara imati duplo duži domet od A-4.

## A-7
Ova raketa je bila vojni projekt namijenjen ratnoj mornarici. U prvobitnom izgledu veoma slična projektu A-5 imala je puno veći rep kako bi se postigla veća stabilnost pri letu. Na A-7 raketi se radilo između 1940. i 1943. godine kada dolazi do njenog ukidanja. Tijekom ovog vremena bila su testirana dva protipa bez motora samo radi toga da se uvidi stabilnost pri letu ovog dizajna. 

## A-9
Projekt A-9 je bio nasljednik uspješnog projekta A-4. Njegov zadatak je trebao biti upotreba kao završnog stadija u interkontinentalnoj raketi ili pri lansiranju čovjeka u svemir. Iako nikada nije napravljena ostali su sačuvani nacrti projekta tako da se danas zna kako je trebala biti duga 14 metara, s težinom pri polijetanju od 16.2 tona i težinom korisnog tereta od 1 tone.

## A-10
Ova raketa je trebala biti korištena kao prvi stadij buduće interkontinentalne rakete. Pri letu bilo je zamišljeno da se ona kreće na pogon koji čine alkohol i tekući kisik. Kako raketa radi završetka rata nikada nije napravljena ostalo je veoma malo dizajnerskih podataka o njoj.

## A-11
Ova raketa je bila predzadnji zamišljen projekt raketni projekt A nacističke njemačke. kao i dva prethodnika ona je trebala biti u stanju postaviti satelit u orbitu ili biti korištena kao interkontinentalna raketa. 

## A-12
Raketa A-12 je završni dizajnerski raketni projekt Trećeg Reicha. Bilo je zamišljeno da ju se koristi radi prenošenja u svemir tereta do težine od 10 tona. Ako danas pogledamo kako europska raketa Ariana može prevoziti maksimalno tu težinu može se lako uvidjeti koliko je 1945. godine ona bila prije svoga vremena zamišljena. Po izgledu dizajnerski danas najsličnija ovom projektu je raketa američka raketa Saturn koju je sagradio Wernher von Braun za NASA-u.